# Campo Hidrotermal Lucky Strike

O Campo Hidrotermal Lucky Strike é um denso conjunto de fontes hidrotermais situado na posição geográfica 37º 18,5' N, 32º 16,5' W, a 1700 m de profundidade sobre a Dorsal Médio-Atlântica, a cerca de 180 milhas náuticas a sudoeste da ilha do Faial (Açores). O campo caracteriza-se pela presença de fontes hidrotermais por onde saem fluidos – água muito quente sobressaturada com sais e metais em solução - escuros, parecendo fumo. Em algumas áreas, os fluidos são incolores e saem apenas por orifícios no fundo do mar. O ambiente de quimismo e temperatura extremos permite o aparecimento de densas populações de mexilhões e camarões pertencentes a espécies particularmente adaptadas par consumir as bactérias quimiossintéticas que extraem nutrientes das fontes.

## Descrição
Apesar da elevada toxicidade devido à presença de elevadas concentrações de metais pesados e de outros iões, como Cd, Hg, Cu, Pb, Zn, Fe, Ag e Rn, o campo hidrotermal caracteriza-se por uma elevada biomassa (> 20 kg/m2) e biodiversidade, com a comunidade bêntica dominada pelo mexilhão Bathymodiolus azoricus e pela poliqueta comensal Branchipolynoe seepensis, espécies que forram as paredes das chaminés em camadas espessas. Por sua vez, as camadas de B. azoricus, com os seus bissos, formam microambientes que albergam múltiplas espécies de pequeno porte, como pulgas-do-mar (anfípodes) e pequenos camarões, os quais são abundantes com excepção do camarão-cego (Rimicaris exoculata).